# Gare de Shin-Sanda
La gare de Shin-Sanda (新三田駅, Shin-Sanda-eki) est une gare ferroviaire située dans la ville de Sanda, dans la préfecture de Hyōgo au Japon. La gare est exploitée par la compagnie JR West,sur la ligne Fukuchiyama/Ligne JR Takarazuka.L’utilisation de la carte ICOCA est valable dans cette gare.

## Disposition des quais
La gare de Shin-Sanda est une gare disposant de deux quai et de quatre voies.

| N° de voie | Ligne           | Direction                 |
| ---------- | --------------- | ------------------------- |
| 1・2       | ▆ JR Takarazuka | Sasayamaguchi/Fukuchiyama |
| 3・4       | ▆ JR Takarazuka | Takarazuka/Osaka          |

## Gares/Stations adjacentes
| JR West               |                                            |                                            |                                            |                     |
| Direction Fukuchiyama | Ligne de Fukuchiyama (Ligne JR Takarazuka) | Ligne de Fukuchiyama (Ligne JR Takarazuka) | Ligne de Fukuchiyama (Ligne JR Takarazuka) | Direction Amagasaki |
| Hirono                |                                            | Tambaji Rapid Service 丹波路快速           |                                            | Sanda               |
| Hirono                |                                            | Rapid Service 快速                         |                                            | Sanda               |
| Hirono                |                                            | Local 普通                                 |                                            | Sanda               |

- Le Limited Express Kōnotori s'arrêtent à cette gare.

| Limited Express |  |          |  |       |
| Aino            |  | Kōnotori |  | Sanda |